# Барисал
Барисал (на бенгалски: বরিশাল) е град в Бангладеш, разположен в окръг Барисал, област Барисал.

## Климат
| Климатични данни на Барисал        | Климатични данни на Барисал | Климатични данни на Барисал | Климатични данни на Барисал | Климатични данни на Барисал | Климатични данни на Барисал | Климатични данни на Барисал | Климатични данни на Барисал | Климатични данни на Барисал | Климатични данни на Барисал | Климатични данни на Барисал | Климатични данни на Барисал | Климатични данни на Барисал | Климатични данни на Барисал |
| Месеци                             | яну.                        | фев.                        | март                        | апр.                        | май                         | юни                         | юли                         | авг.                        | сеп.                        | окт.                        | ное.                        | дек.                        | Годишно                     |
| Средни максимални температури (°C) | 25,6                        | 28,2                        | 32,2                        | 33,3                        | 33,0                        | 31,7                        | 30,9                        | 30,9                        | 31,5                        | 31,5                        | 29,6                        | 26,5                        | 30,4                        |
| Средни минимални температури (°C)  | 11,9                        | 14,9                        | 20,2                        | 23,6                        | 24,7                        | 25,6                        | 25,5                        | 25,5                        | 25,3                        | 23,6                        | 18,8                        | 13,3                        | 21,1                        |
| Средни месечни валежи (mm)         | 8                           | 27                          | 56                          | 128                         | 230                         | 409                         | 408                         | 370                         | 258                         | 162                         | 53                          | 15                          |                             |
| ---------------------------------- | --------------------------- | --------------------------- | --------------------------- | --------------------------- | --------------------------- | --------------------------- | --------------------------- | --------------------------- | --------------------------- | --------------------------- | --------------------------- | --------------------------- | --------------------------- |
| Източник: WMO                      |                             |                             |                             |                             |                             |                             |                             |                             |                             |                             |                             |                             |                             |

## Население
Преброявания на населението през годините:
|      | Население |
| 1991 | 170 232   |
| 2001 | 192 810   |
| 2011 | 328 278   |

## Транспорт
Градът разполага с летище, речно пристанище, две автогари.

## Образование
В град има 1 университет, 1 медицински колеж, 16 колежа, 2 инженеринг колежи, 5 политехнически институти, 11 училища, 3 технически училища, 4 института за обучение.

### Университети
- Университет на Барисал

## Побратимени градове
Побратимени градове на Барисал са:
- Бухара, Узбекистан
- Рочдейл, Голям Манчестър, Великобритания
- Янгон, Мианмар
- Лудхиана, Индия

## Галерия
- Дурга Сагар в Мадхабпаша
- джамия „Гудия“
- Падма Пукур
- Белс парк
- Паметник на борци за свобода

## Личности

### Родени в Барисал
- Абала Бос (1864 – 1951); социален работник
- Кусумкумари Дас (1875 – 1948); поет, писател и социален активист
- Джибанананда Дас (1899 – 1954); поет, писател, романист и есеист
- Нараян Джанджопадхяй (1918 – 1970); романист, поет, есеист, писател
- Басудеб Дасарма (1923 – 2007); химик и преподавател в Университетския колеж за наука и технологии на университета в Калкута
- Утпал Дут (1929 – 1993); актьор, режисьор и писател-драматург
- Гурудас Дасгупта (р. 1936); политик, председател на Комунистическата партия на Индия
- Джуъл Айч (р. 1950); магьосник и бансури играч